# 近地小行星

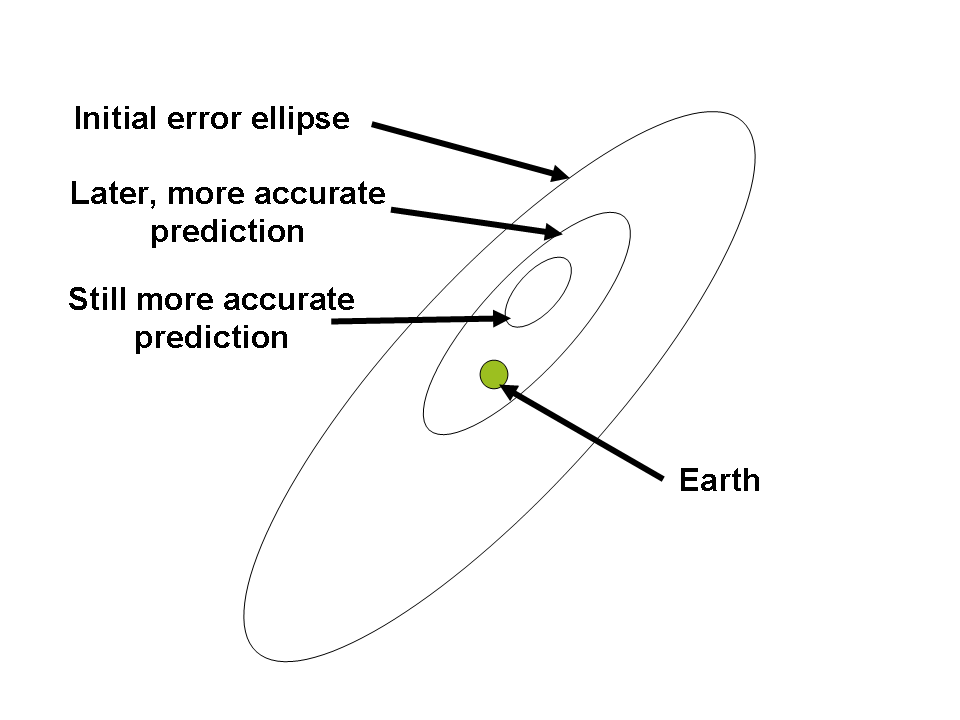
預測的小行星碰撞概率先上升，然後下降的原因

近地小行星（near-Earth asteroids，NEAs）指的是轨道与地球轨道相交的小行星。这类小行星可能会带来撞击地球的危险。同时，它们也是相对容易使用探测器进行探测的天体。事实上，访问一些近地小行星所需的推进剂比访问月球还少。NASA的會合-舒梅克號已经访问过爱神星，日本的隼鳥號和隼鳥2號分別在2005年和2018成功登陸糸川小行星和龍宮小行星，並帶回土壤樣本返抵地球。美國的歐西里斯號（OSIRIS-REx）也在2020年登陸班努小行星，並於2023年攜帶採集的樣本返回地球。
目前已知的大小4千米的近地小行星已有数百个。可能还存在成千上万个直径大于1千米的近地小行星，数量估计超过2000个。
天文学家相信它们只能在轨道上存在一千万至一亿年。它们要么最终与内行星碰撞要么就是在接近行星时被弹出太阳系。该过程可能会消耗大量小行星，但似乎小行星来源仍然在不断补给。

## NEA的分类
一些近地小行星拥有很高的偏心轨道导致它们实质成为"短期"彗星，因为它们会在太阳附近完全消耗挥发，事实上只有很少近地小行星展现出类似彗星那样昏暗的彗尾。这些近地小行星可能来自柯伊伯带，柯伊伯带在海王星外围，那里是彗星的来源地之一。其余的近地小行星可能是在木星的引力交互作用下衍生自小行星带。
三类近地小行星：
- 阿登型小行星，这一类小行星的平均轨道半径接近一个天文单位 (AU，日地距离)，而远日点大于地球的近日点（0.983AU），它们经常位于地球轨道内。
- 阿波羅型小行星，这一类小行星的平均轨道半徑位于地球轨道外，近日点位于地球轨道内。
- 阿莫爾型小行星，这一类小行星轨道位于地球和火星间，近日点位于地球轨道外一点点 (1.017 - 1.3 AU)。阿莫尔小行星经常穿越火星轨道但不会穿越地球轨道。火星的两个天然卫星，火卫一和火卫二，似乎是被火星引力俘获的阿莫尔小行星。

值得一提的是阿波罗小行星与阿登型小行星的轨道會穿越地球轨道，这使得它们可能产生撞击的威胁，而阿莫尔型小行星不穿越地球轨道但却可能距离地球非常近。
有时也使用阿周那型小行星指称那些几乎完全与地球轨道重合的小行星。近地小行星的称谓要比近地天体来的严格

## NEA的威胁
阿尔瓦雷茨假设通常为人们所接受，该假设认为白垩紀-第三纪灭绝事件是一个大型小行星或彗星撞击的後果，该假设也认为在将来地球也存在与穿越地球轨道的小行星相撞的可能性。
与地球撞击的危险在1994年7月16日发生舒梅克利维9号彗星撞击木星後为人们所重视，人们开始担心相比很小的撞击也会给地球造成灾难性的後果。虽然可以肯定的是，木星要比地球大得多而且质量也大得多，所以木星遭受的撞击也更多，但是这次撞击事件也向人类提供了一个了解这类事件如何发生以及所造成的灾难性後果的很好窗口。
事实上在1989年3月23日，直径1000呎的阿波罗小行星4581（阿斯克勒庇奧斯）(1989 FC) 在地球表面650000公里穿过-与地球撞击只相差6小时。如果撞击发生，其将会产生有记录以来最大的灾难。
大约不到100万年地球就会與直径1千米的小行星撞击，5千米天体的大撞击大约1000万年发生一次。小型的撞击(仍然潜在著危险)每月会发生好几次。
虽然过去有错误的警报发布，但事实上确实有一些小行星对地球上的生命明确造成威胁。

## 歷史上的撞擊事件

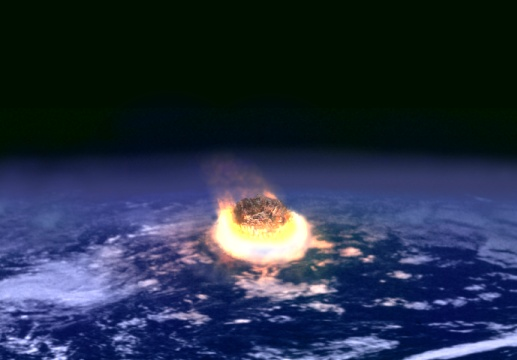
圖例是一顆直徑數公里小行星的撞擊。這種撞擊發生的頻率低於每一億年一次

普遍被接受的阿爾瓦雷斯假說，解釋白堊紀-第三紀滅絕事件是大型天體的撞擊事件的結果，提高了穿越地球軌道的其它天體和與地球碰撞可能性的認知。

### 1908年通古斯事件
現在普遍認為1908年6月30日一顆石質小行星在通古斯的上空爆炸，釋放出超過1,000萬噸TNT的能量。據估計爆炸發生在8.5公里的高度上，物體的直徑在45-70米之間。

### 1979年船帆座事件
在1979年9月22日，在南大西洋和印度洋交界處附近記錄道一次可能是低能量的核子試爆事件，但起初被認為可能是外星物體撞擊的事件。此一事件稱為船帆座事件，是由美國為監測核子試爆而設置在軌道上的船帆座衛星記錄到的。這次警報導致多個組織進行了數年的調查，但最終還是不能確定爆炸是來自核武，或是非核武。

### 2002年東地中海事件
在2002年6月6日，一顆估計直徑10米的小天體撞擊了地球。這次撞擊發生在地中海，介於希臘和利比亞之間，大約在東經21°北緯34°處的半空中發生爆炸。釋放的能量估計在26,000噸黃色炸藥，相當於一個小型的核子武器。

### 2008年蘇丹事件
在2008年10月6日，科學家計算出一顆近地小行星，2008 TC3，將在10月7日0246UTC (當地時間5:46) ，發現後不久撞擊地球。這顆小行星如預期的抵達，這是第一次準確的預測到小行星撞擊地球。之後，在地球表面上尋獲數百顆的隕石碎片。因為此一事件發生在人煙稀少的地區，到目前為止，沒有任何已經提出的報告提到它所造成的影響。

### 2009年印度尼西亞事件
在2009年10月8日，一顆巨大的火球出現在印尼的波尼附近天空中。這個天體被認為是一顆直徑10米的小行星，估計這顆火球釋放出的能量為5萬噸黃色炸藥，或是2倍於廣島原子彈。沒有人員傷亡的報導。

### 2013年俄羅斯流星事件
在2013年2月15日，當流星體在俄羅斯的車里雅賓斯克上空爆炸後，造成了當地1,200人的受傷。當地日出之際有著揮之不去越來越明亮的條紋出現，幾秒鐘之後，該物體達到最大強度，巨大的震波爆炸使得玻璃碎裂，並遮蓋過汽車防盜器的警報聲，隨後還伴隨著幾次小爆炸。